# محوطه باقری ۱
محوطه باقری ۱ در شهرستان گیلانغرب، بخش گواور، دهستان گواور، ۱۰۰ متری جنوب غربی روستای باقری واقع شده و این اثر در تاریخ ۲۷ اسفند ۱۳۸۶ با شمارهٔ ثبت ۲۲۳۶۳ به‌عنوان یکی از آثار ملی ایران به ثبت رسیده است.